# Vysshaya Liga 1995
La Vysshaya Liga 1995 fue la cuarta edición de la máxima categoría del fútbol ruso desde la disolución de la Unión Soviética. El campeón fue el Alania Vladikavkaz y el goleador Oleg Vereténnikov del Rotor Volgogrado.

## Tabla de posiciones
|  | Pos. | Equipo                    | Pts | PJ | PG | PE | PP | GF | GC | DG  |
|  | ---- | ------------------------- | --- | -- | -- | -- | -- | -- | -- | --- |
|  | 1.   | Alania Vladikavkaz        | 71  | 30 | 22 | 5  | 3  | 63 | 21 | +42 |
|  | 2.   | Lokomotiv Moscú           | 65  | 30 | 20 | 5  | 5  | 52 | 23 | +29 |
|  | 3.   | Spartak Moscú             | 63  | 30 | 19 | 6  | 5  | 76 | 26 | +50 |
|  | 4.   | Dinamo Moscú              | 56  | 30 | 16 | 8  | 6  | 45 | 29 | +16 |
|  | 5.   | Torpedo Moscú             | 55  | 30 | 16 | 7  | 7  | 40 | 30 | +10 |
|  | 6.   | CSKA Moscú                | 53  | 30 | 16 | 5  | 9  | 56 | 34 | +22 |
|  | 7.   | Rotor Volgogrado          | 40  | 30 | 11 | 7  | 12 | 62 | 49 | +13 |
|  | 8.   | Uralmash                  | 39  | 30 | 12 | 3  | 15 | 43 | 47 | -4  |
|  | 9.   | KAMAZ                     | 38  | 30 | 10 | 8  | 12 | 34 | 30 | +4  |
|  | 10.  | Tekstilshchik Kamyshin    | 34  | 30 | 9  | 7  | 14 | 37 | 41 | -4  |
|  | 11.  | Chernomorets              | 32  | 30 | 10 | 2  | 18 | 32 | 62 | -30 |
|  | 12.  | Lokomotiv Nizhny Novgorod | 29  | 30 | 5  | 11 | 14 | 28 | 42 | -14 |
|  | 13.  | Zhemchuzhina-Sochi        | 28  | 30 | 8  | 4  | 18 | 36 | 69 | -33 |
|  | 14.  | Rostselmash               | 28  | 30 | 8  | 4  | 18 | 35 | 56 | -21 |
|  | 15.  | Krylia Sovetov            | 26  | 30 | 6  | 8  | 16 | 34 | 65 | -31 |
|  | 16.  | Tyumen                    | 15  | 30 | 3  | 6  | 21 | 28 | 77 | -49 |

Pts = Puntos; PJ = Partidos jugados; PG = Partidos ganados; PE = Partidos empatados; PP = Partidos perdidos; GF = Goles a favor; GC = Goles en contra; DG = Diferencia de gol
|  | Clasificado para la ronda previa de la Liga de Campeones de la UEFA 1996-97 |
|  | Clasificado para la primera ronda de la Recopa de Europa 1996-97            |
|  | Clasificado para la ronda previa de la Copa de la UEFA 1996-97              |
|  | Descendido a la Primera División 1996                                       |

| Rusia                                |
| Campeón Alania Vladikavkaz 1° título |

## Goleadores
25 goles
- Oleg Vereténnikov (Rotor)

18 goles
- Aleksandr Máslov (Rostselmash)

16 goles
- Valeri Shmárov (Spartak Moscú)

14 goles
- Vladímir Niederhaus (Rotor)

13 goles
- Oleg Gárin (Lokomotiv Moscú)

12 goles
- Mijaíl Kavelashvili (Spartak-Alania)

11 goles
- Yevgueni Jarlachiov (Lokomotiv Moscú)
- Oleg Teriojin (Dinamo Moscú)

10 goles
- Gárnik Avalián (Krylia Sovetov)
- Timur Bogatyriov (Zhemchuzhina)
- Dmitri Karsakov (CSKA Moscú)
- Serguéi Natalushko (Tekstilshchik)
- Mirjalol Qosimov (Spartak-Alania)
- Bajva Tedéyev (Spartak-Alania)